# Wartenberg-Rohrbach
Wartenberg-Rohrbach ist eine Ortsgemeinde im Donnersbergkreis in Rheinland-Pfalz. Sie gehört der Verbandsgemeinde Winnweiler an, innerhalb derer sie gemessen an der Einwohnerzahl die viertkleinste Ortsgemeinde darstellt.

## Geographie
Die Ortsgemeinde Wartenberg-Rohrbach liegt im Nordpfälzer Bergland im Südwesten des Donnersbergkreises an der Grenze zum Landkreis Kaiserslautern. Sie besteht aus den Ortsteilen Wartenberg im Norden und Rohrbach im Süden. Die räumliche Trennung beider Teilorte beträgt weniger als hundert Meter. Nachbargemeinden sind – im Uhrzeigersinn – Lohnsfeld, Münchweiler an der Alsenz, Sembach, Mehlingen und Otterberg.
Durch das Siedlungsgebiet fließt der Lohnsbach, der ein linker Nebenfluss der Alsenz ist. Ersterer nimmt von links den Lanzenbach auf, in den ebenfalls von links der Ellenbach mündet.

## Geschichte
Die im Jahr 1522 zerstörte Burg Wartenberg war der Stammsitz des Adelsgeschlechts Kolb von Wartenberg. Gegen Ende des 18. Jahrhunderts bis zur Französischen Revolution gehörte Rohrbach zur Hälfte zur Herrschaft Kirchheim und Stauf; dort war der Ort dem Amt Alsenz unterstellt.
Von 1798 bis 1814, als die Pfalz Teil der Französischen Republik (bis 1804) und anschließend Teil des Napoleonischen Kaiserreichs war, war die Gemeinde in das französische Département Donnersberg und in den Kanton Winnweiler eingegliedert. Infolge des Wiener Kongresses gehörte der Ort 1815 zunächst zu Österreich. Ein Jahr später wurde er Bayern zugeschlagen. Von 1818 bis 1862 waren Wartenberg und Rohrbach Bestandteil des Landkommissariat Kaiserslautern, das anschließend in ein Bezirksamt umgewandelt wurde. Am 1. Dezember 1900 wechselte die Gemeinde in das neu geschaffene Bezirksamt Rockenhausen.
Ab 1939 war Wartenberg-Rohrbach Bestandteil des Landkreises Rockenhausen. Nach dem Zweiten Weltkrieg wurde der Ort innerhalb der französischen Besatzungszone Teil des damals neu gebildeten Landes Rheinland-Pfalz. 1961 hatte die Gemeinde insgesamt 286 Einwohner. Im Zuge der ersten rheinland-pfälzischen Verwaltungsreform wechselte die Gemeinde am 7. Juni 1969 zusammen mit den meisten anderen Orten des Kreises in den neu geschaffenen Donnersbergkreis. Drei Jahre später wurde sie Teil der Verbandsgemeinde Winnweiler.

## Politik

### Gemeinderat
Der Gemeinderat in Wartenberg-Rohrbach besteht aus acht Ratsmitgliedern, die bei der Kommunalwahl am 9. Juni 2024 in einer Mehrheitswahl gewählt wurden, und dem ehrenamtlichen Ortsbürgermeister als Vorsitzendem. Bis zur Wahl 2014 gehörten dem Gemeinderat zwölf Ratsmitglieder an.
Die Sitzverteilung im Gemeinderat:
| Wahl | CDU               | WGE               | WGK               | Gesamt   |
| ---- | ----------------- | ----------------- | ----------------- | -------- |
| 2024 | per Mehrheitswahl | per Mehrheitswahl | per Mehrheitswahl | 8 Sitze  |
| 2019 | 2                 | 3                 | 3                 | 8 Sitze  |
| 2014 | per Mehrheitswahl | per Mehrheitswahl | per Mehrheitswahl | 8 Sitze  |
| 2009 | per Mehrheitswahl | per Mehrheitswahl | per Mehrheitswahl | 12 Sitze |
| 2004 | per Mehrheitswahl | per Mehrheitswahl | per Mehrheitswahl | 12 Sitze |

- WGE = Wählergruppe Eichenauer
- WGK = Wählergruppe Krispin

### Bürgermeister
Axel Erbach wurde am 29. August 2024 Ortsbürgermeister von Wartenberg-Rohrbach. Da für die Direktwahl am 9. Juni 2024 kein gültiger Wahlvorschlag eingereicht wurde, oblag die Neuwahl des Bürgermeisters gemäß rheinland-pfälzischer Gemeindeordnung dem Rat, der sich auf seiner konstituierenden Sitzung einstimmig für Axel Erbach entschied.
Seine Vorgängerin Dagmar Schneider-Heinz hatte das Amt 2014 von Hans Schläfer übernommen und kandidierte nach einer Wiederwahl im Jahr 2019 bei der Wahl 2024 nicht erneut.

### Wappen
| Wappen von Wartenberg-Rohrbach | Blasonierung: „Gespalten von Silber und Rot; rechts ein roter Balken begleitet von drei Kugeln (2:1), links ein silberner Rohrkolben gekreuzt mit einer silbernen Keule.“ |
| Wappen von Wartenberg-Rohrbach | |

## Kultur
Die Mühle am Schloßberg ist als Denkmalzone ausgewiesen; Mit der protestantischen Kirche existiert zudem ein Einzelobjekt, das unter Denkmalschutz steht. Mit der Lindenallee zur Kirche befindet sich vor Ort zudem ein Naturdenkmal.

## Wirtschaft und Infrastruktur
Unter Napoleon wurde die Kaiserstraße Paris–Mainz durch den Ort geführt; die Bezeichnung blieb innerhalb der Gemeinde als Straßenname erhalten und ist heute Bestandteil der Landesstraße 401. Direkt südöstlich ist die Anschlussstelle Sembach der A 63, die von Kaiserslautern nach Mainz führt und die in Nord-Süd-Richtung durch die Gemarkung der Ortsgemeinde verläuft. In Münchweiler an der Alsenz befindet sich seit 1999 ein Haltepunkt der Alsenztalbahn.

### Amerikanische Anlagen
Die zur Sembach Air Base gehörenden östlich Wartenberg-Rohrbachs und nördlich Sembachs gelegenen Wohnanlagen – die sogenannte „Housing-Area“ – der Heuberg-Siedlung wurden von der US Air Force weitergenutzt und in Sembach Annex umbenannt.
Am 1. Oktober 2010 wurde die Sembach Annex von der US Air Force an die US Army übertragen, welche diese in „Sembach Kaserne“ umbenannte und nach wie vor als Kaserne nutzt.
Seit 2022 ist Sembach Basis eines neu aufgestellten Brigade-Hauptquartiers der bodengestützten Flugabwehrtruppe. Hierzu wurde die 52nd Air Defense Artillery Brigade reaktiviert.

## Persönlichkeiten
- Wilhelm Kaufheld, 1792/93 Mitglied des Rheinisch-Deutschen Nationalkonvents
- Martin Scharff (* 1963), Koch und Unternehmer, arbeitete ab 2001 in der örtlichen Wartenberger Mühle.
- Peter Scharff (* 1969), Koch, Unternehmer und Sachbuchautor, war April 2001 bis Juli 2007 Chefkoch in der Wartenburger Mühle.